# Añora
Añora est un village d’Espagne, dans la province de Cordoue, communauté autonome d’Andalousie. Le village est connu pour sa fête des croix confectionnées à base de tissu et exposée dans le village.

## Géographie
Le village est essentiellement agricole.

## Histoire
Il a été fondé à la fin du XIVe siècle.